# رالف ستيوارت (لاعب كرة قدم أمريكية)
رالف ستيوارت (بالإنجليزية: Ralph Stewart)‏ هو لاعب كرة قدم أمريكية أمريكي، ولد في 10 ديسمبر 1925 في سانت لويس في الولايات المتحدة، وتوفي في 30 يوليو 2016 في بريري فيليج في الولايات المتحدة.

## وصلات خارجية
- رالف ستيوارت على موقع مرجع كرة القدم المحترفة.كوم (الإنجليزية)